# Zhang Wangli
Zhang Wangli (en chino: 张旺丽; 27 de mayo de 1996) es una deportista china que compite en halterofilia.
Ganó dos medallas de oro en el Campeonato Mundial de Halterofilia, en los años 2018 y 2019.
En febrero de 2019 estableció una nueva plusmarca mundial en dos tiempos de la categoría de 76 kg (156 kg).

## Palmarés internacional
| Campeonato Mundial | Campeonato Mundial     | Campeonato Mundial | Campeonato Mundial |
| Año                | Lugar                  | Medalla            | Categoría          |
| ------------------ | ---------------------- | ------------------ | ------------------ |
| 2018               | Asjabad (Turkmenistán) | Medalla de oro     | 71 kg              |
| 2019               | Pattaya (Tailandia)    | Medalla de oro     | 76 kg              |